# Giovanni Cernogoraz
Giovanni Cernogoraz (Koper (Slovenië), 27 december 1982) is een Kroatisch schutter. 

## Biografie
Cernogoraz komt uit in het onderdeel olympische trap. Op de Olympische Zomerspelen 2012 werd hij olympisch kampioen. In 2013 werd hij Europees kampioen. Op de Olympische Zomerspelen 2016 miste hij nipt de finale. Hij eindigde op de negende plaats.

## Palmares
- Europees kampioenschap 2012:
- Europees kampioenschap voor landenploegen 2012:
- Olympische Zomerspelen 2012:
- Olympische Zomerspelen 2016: 9de

1900: Roger de Barbarin ·
1908: Walter Ewing ·
1912: James Graham ·
1920: Mark Arie ·
1924: Gyula Halasy ·
1952: George Genereux ·
1956: Galliano Rossini ·
1960: Ion Dumitrescu ·
1964: Ennio Mattarelli ·
1968: John Braithwaite ·
1972: Angelo Scalzone ·
1976: Donald Haldeman ·
1980: Luciano Giovannetti ·
1984: Luciano Giovannetti ·
1988: Dmitri Monakov ·
1992: Petr Hrdlička ·
1996: Michael Diamond ·
2000: Michael Diamond ·
2004: Aleksej Alipov ·
2008: David Kostelecký ·
2012: Giovanni Cernogoraz ·
2016: Josip Glasnović ·
2020: Jiří Lipták ·
2024: Nathan Hales